# Deus ex machina
Pour les articles homonymes, voir Deus ex machina (homonymie).
 (avril 2016).

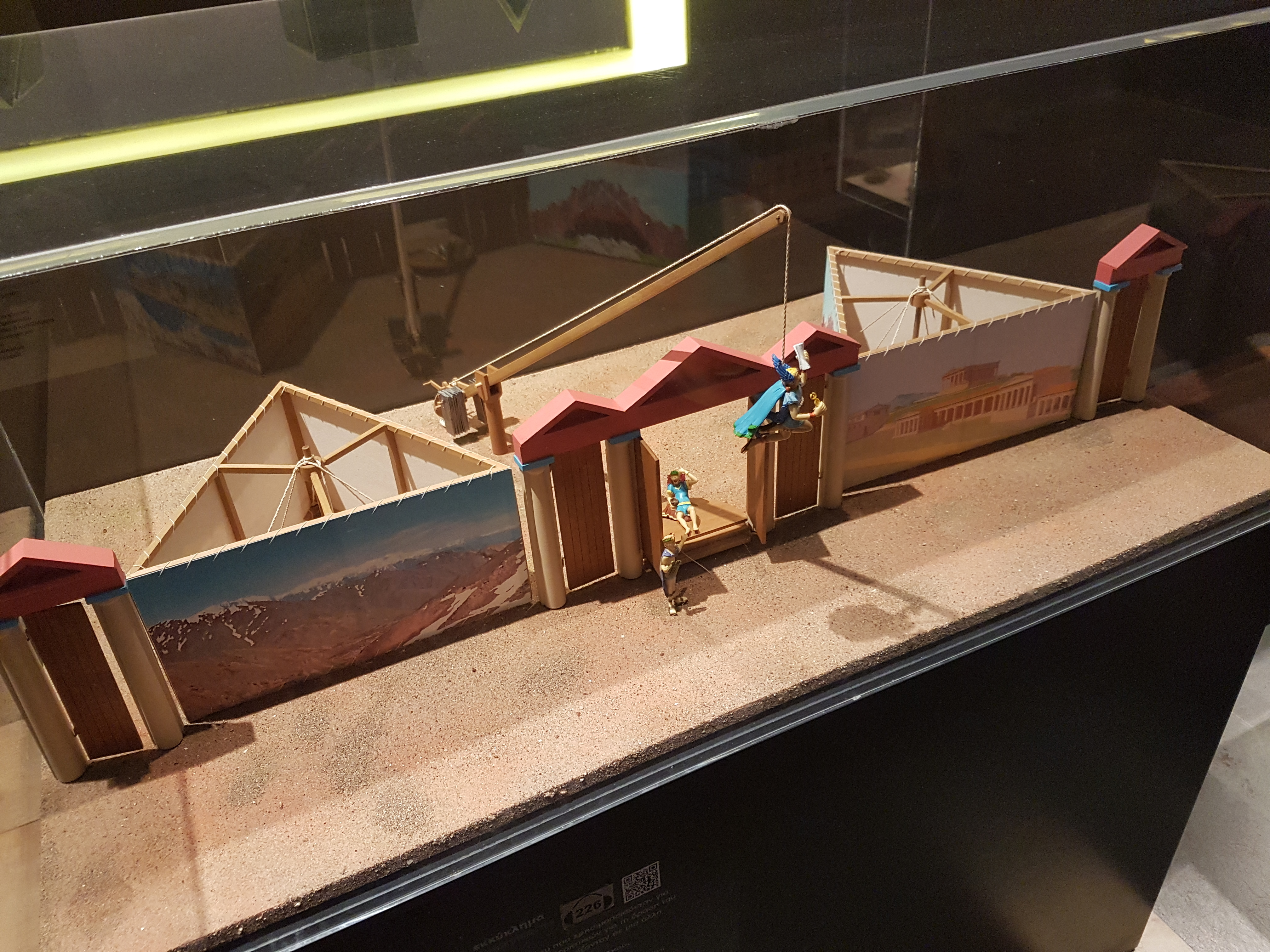
Maquette d'un théâtre grec antique comportant une mèchanè qui permet l'entrée en scène du « Deus ex machina ».

Deus ex machina [deus ɛks makina] est une locution latine qu'on peut traduire par « Dieu sorti de la machine ».

## Étymologie
Traduction d'une expression grecque préalable (Ἀπὸ μηχανῆς θεός / Apò mêkhanễs theós), cette locution désigne, dans le vocabulaire théâtral, le procédé faisant entrer en scène, en le descendant des cintres, un dieu. En grec ancien, « mèchanè » désigne le mécanisme qui sert à faire entrer une divinité en scène.

## Origines de l'expression

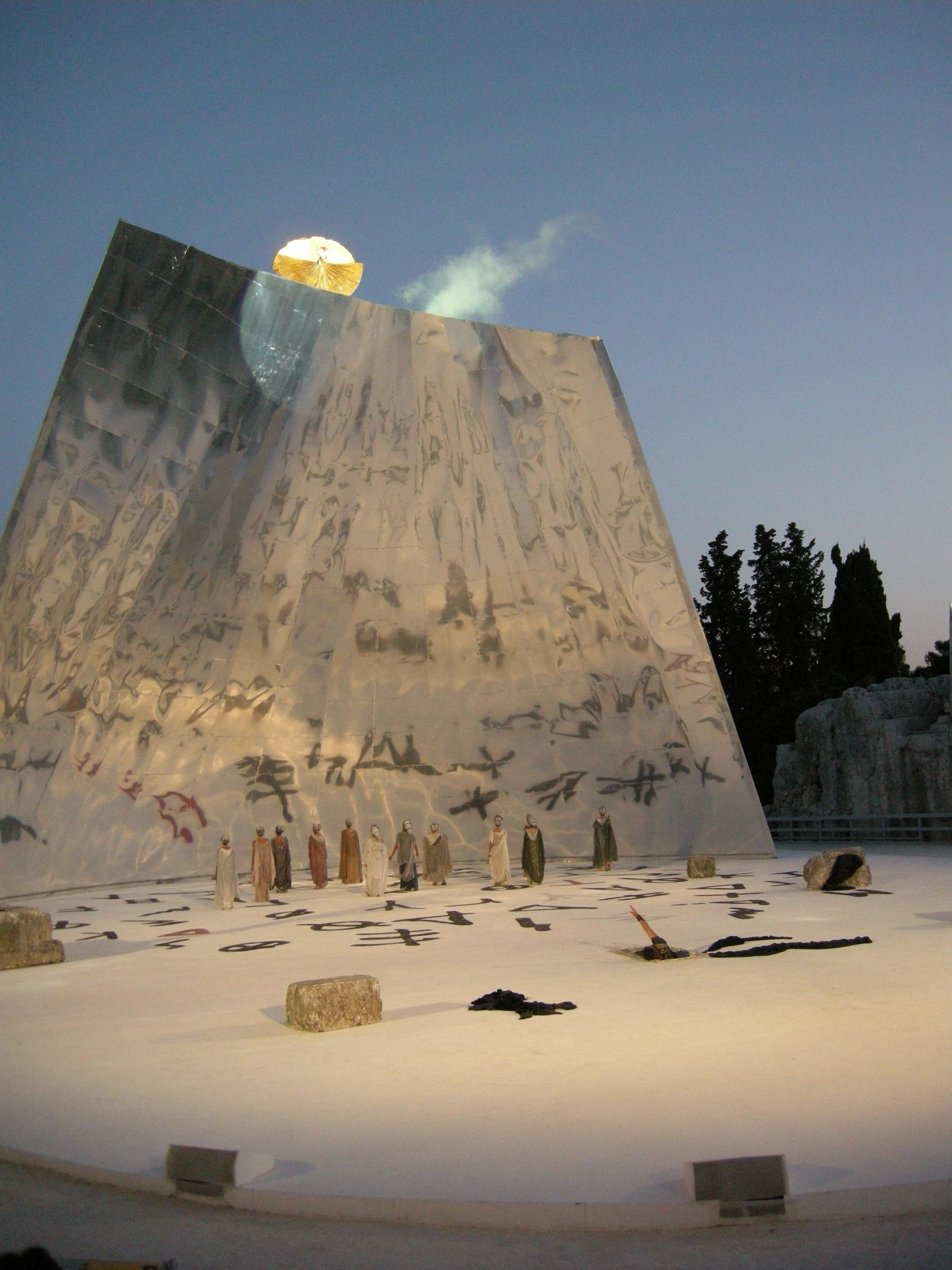
Médée, pièce d'Euripide (Syracuse, 2009).

Le terme est issu des pratiques de la tragédie grecque, où une machine est utilisée pour déplacer sur la scène les acteurs qui jouent les dieux. La machine peut être une grue (mèchanè) pour descendre les acteurs sur la scène, ou elle peut être une trappe par laquelle les acteurs montent sur scène. Les préparations de déplacement ont lieu derrière la scène (skénè). L'idée a été introduite par Eschyle et elle a été souvent utilisée pour résoudre les conflits et conclure le drame. Cette technique est aussi utilisée dans les comédies.

## Aspect linguistique
L'intervention d'une divinité étant à même de dénouer de manière impromptue une situation désespérée, l'expression peut être étendue à toute résolution d'histoire qui ne suit pas la logique interne du récit mais permet au dramaturge de conclure sa pièce de la manière qu'il désire. Elle peut, cependant, désigner la simple représentation sur scène d'une divinité.
L'expression s'oppose au Deus absconditus (Dieu caché)[réf. nécessaire], présent dans toute la pièce mais qui n'intervient pas. Par exemple, à propos d'Oreste, dans L'Orestie d'Eschyle, Athéna arrive à la fin pour conclure la pièce. Chez Racine, dans Andromaque, aucun Dieu ne vient sauver Oreste même s'il les invoque finalement.
Cette expression est employée dans le domaine de la dramaturgie au sens large (théâtre, scénario de cinéma et de série télé, bande dessinée…) pour désigner « l’événement inattendu et improbable qui vient régler les problèmes du protagoniste à la dernière minute ».
Dans le langage courant, l'expression s'applique aussi à un élément qui arrive par surprise et qui résout une situation bloquée jusque-là. On peut donc dire d'une personne qu'elle est le deus ex machina si elle vient arranger un problème au dernier moment.
L’expression est souvent utilisée de manière péjorative pour désigner un miracle excessivement invraisemblable, mal intégré au récit, utilisé par paresse scénaristique ou destiné à provoquer opportunément une fin heureuse sans aucune cohérence avec le récit.[réf. nécessaire]

## Littérature
Chez Molière, l’intervention de l’autorité royale constitue une variante du Deus ex machina : dans Tartuffe, la dernière réplique est un éloge du prince, auquel le recours a été rendu nécessaire par les violentes attaques des coteries contre la pièce : « Nous vivons sous un prince ennemi de la fraude, / Un prince dont les yeux se font jour dans les cœurs, / Et que ne peut tromper tout l’art des imposteurs. ».